# Драккенштайн
Драккенштайн (нім. Drackenstein) — громада в Німеччині, знаходиться в землі Баден-Вюртемберг. Підпорядковується адміністративному округу Штутгарт. Входить до складу району Геппінген.
Площа — 5,69 км2. Населення становить 443 ос. (станом на 31 грудня 2020).